# Campeonato Paulista de Futebol de 1920
O Campeonato de Foot-Ball da Associação Paulista de Sports Athleticos de 1920 foi a 8.ª edição do campeonato organizado pela APEA, jogado pelos clubes paulistas filiados a esta associação. É reconhecida como legítima edição do Campeonato Paulista de Futebol pela FPF.
Disputada entre 21 de abril e 19 de dezembro daquele ano, teve o Palestra Itália (atual Palmeiras) como campeão, após esse vencer um jogo-desempate contra o Paulistano.
Esse título é considerado o primeiro de grande expressão da história do então novato Palestra Itália, que havia sido fundado em 1914.

## História
No Campeonato Paulista de 1920, a recém-criada Portuguesa de Esportes tentou ingressar na liga que organizava o campeonato, mas não conseguiu o intento por ter atrasado o envio do ofício à entidade. 
Mesmo assim, graças a uma parceria com o Mackenzie (clube tradicional, mas em dificuldades financeiras), o novo clube disputou o campeonato em parceira com a antiga agremiação, formando o Mackenzie-Portuguesa.
O campeonato iniciou com 10 participantes, mas o Santos abandonou o campeonato e teve suas partidas todas canceladas.
Ao todo, foram 82 jogos e 393 gols marcados (uma média de 4,79 por partida).
No fim do Campeonato Paulista de 1920, Palestra Itália e Paulistano terminaram a competição com 26 pontos. Com isso, tiveram que realizar, para decidir o campeonato, uma partida-extra na Chácara da Floresta.

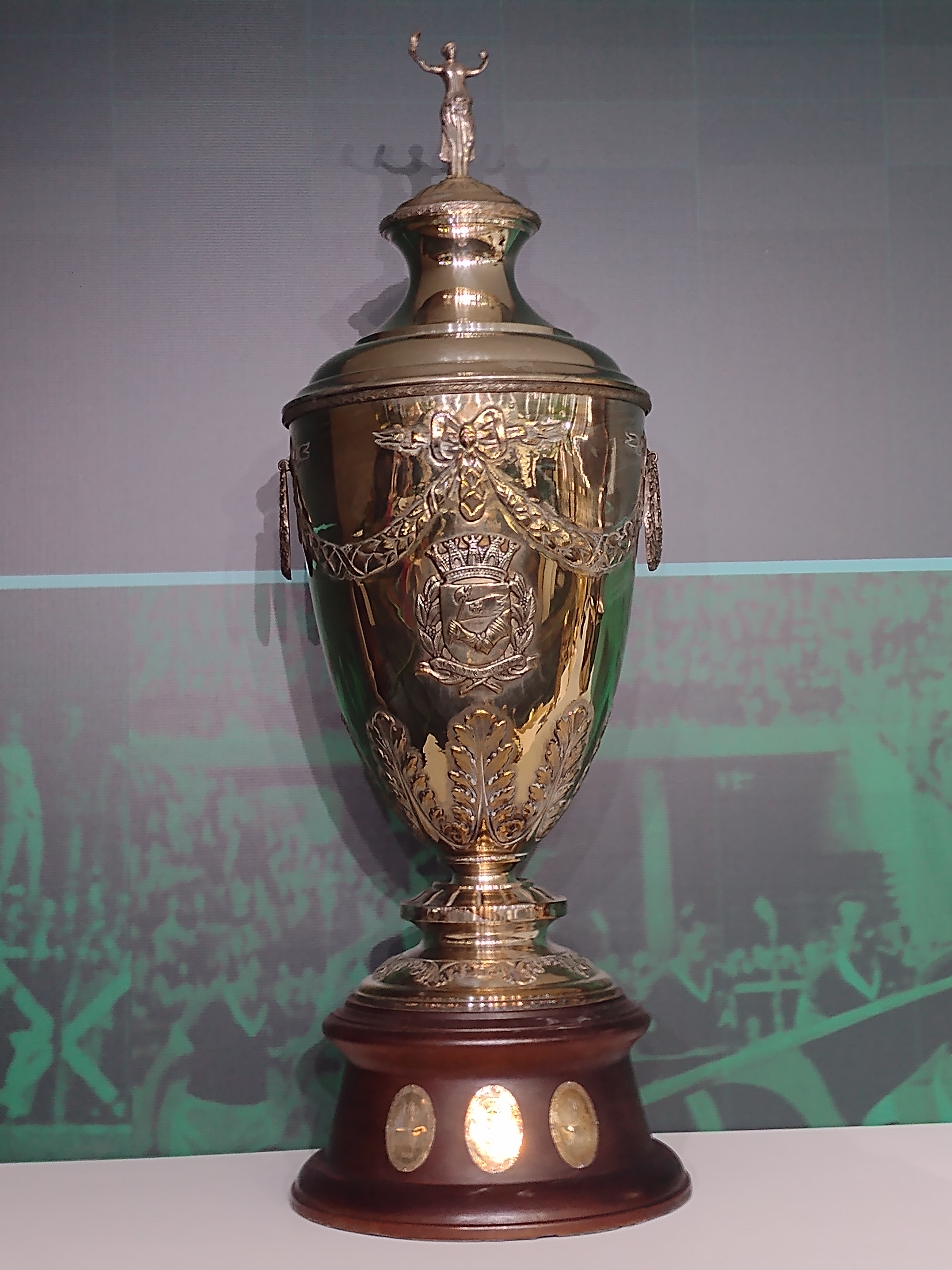
Troféu de Campeão Paulista de Futebol de 1920 exposto na Sala de Troféus da Sociedade Esportiva Palmeiras

## Participantes
- Atlética das Palmeiras
- Corinthians
- Internacional
- Mackenzie/Portuguesa
- Minas Gerais
- Palestra Itália
- Paulistano
- Santos
- São Bento
- Ypiranga

## Tabela
21/04/1920 AA São Bento 6 x 0 AA das Palmeiras
21/04/1920 SC Internacional 2 x 1 Minas Gerais
21/04/1920 Santos 2 x 5 Paulistano
25/04/1920 Ypiranga 3 x 3 Mack-Port
25/04/1920 Palestra Itália 3 x 0 Corinthians
02/05/1920 Paulistano 3 x 3 Minas Gerais
09/05/1920 Minas Gerais 1 x 3 Palestra Itália
09/05/1920 Mack-Port 4 x 3 AA das Palmeiras
09/05/1920 São Bento 2 x 1 Santos
13/05/1920 SC Internacional 0 x 4 Santos
13/05/1920 Corinthians 1 x 3 Ypiranga
16/05/1920 Palestra Itália 7 x 0 Mack-Port
16/05/1920 AA das Palmeiras 0 x 12 Paulistano
23/05/1920 Minas Gerais 0 x 2 AA São Bento
23/05/1920 SC Internacional 2 x 0 Mack-Port
30/05/1920 Corinthians 4 x 1 AA das Palmeiras
30/05/1920 Minas Gerais 2 x 2 Ypiranga
30/05/1920 Santos 2 x 3 Palestra Itália
27/06/1920 Corinthians 4 x 3 Minas Gerais
27/06/1920 AA das Palmeiras 2 x 2 SC Internacional
04/07/1920 Corinthians 2 x 4 Paulistano
04/07/1920 Palestra Itália 4 x 2 AA São Bento
11/07/1920 Minas Gerais 7 x 3 AA das Palmeiras
11/07/1920 SC Internacional 1 x 2 AA São Bento
11/07/1920 Ypiranga 3 x 5 Paulistano
11/07/1920 Santos 0 x 11 Corinthians
18/07/1920 AA das Palmeiras 0 x 5 Palestra Itália
18/07/1920 AA São Bento 3 x 0 Mack-Port
18/07/1920 Ypiranga 7 x 0 Santos
01/08/1920 Mack-Port 0 x 9 Minas Gerais
01/08/1920 Palestra Itália 1 x 0 Ypiranga
01/08/1920 AA São Bento 2 x 2 Corinthians
01/08/1920 Paulistano 7 x 2 SC Internacional
01/08/1920 Santos 4 x 5 AA Palmeiras
08/08/1920 Palestra Itália 11 x 0 SC Internacional
08/08/1920 Paulistano 5 x 0 Mack-Port
08/08/1920 Ypiranga 3 x 2 AA São Bento
08/08/1920 Santos WO x 0 Minas Gerais
14/08/1920 Corinthians 6 x 0 SC Internacional
15/08/1920 AA das Palmeiras 0 x 2 Ypiranga
15/08/1920 Palestra Itália 1 x 1 Paulistano
15/08/1920 Santos WO x 0 Mack-Port *(Santos abandona o torneio na 9º rodada)
22/08/1920 Corinthians 7 x 0 Mack-Port
22/08/1920 Paulistano 1 x 2 AA São Bento
22/08/1920 Ypiranga 3 x 0 SC Internacional
29/08/1920 AA São Bento 0 x 2 Minas Gerais
29/08/1920 Paulistano 6 x 0 AA das Palmeiras
05/09/1920 Ypiranga 6 x 0 Mack-Port
05/09/1920 Palestra Itália 1 x 2 Corinthians
12/09/1920 Ypiranga 0 x 4 Minas Gerais
12/09/1920 AA das Palmeiras 1 x 4 AA São Bento
12/09/1920 Paulistano 2 x 0 SC Internacional
19/09/1920 SC Internacional 4 x 0 AA das Palmeiras
03/10/1920 Palestra Itália 0 x 0 Ypiranga
03/10/1920 Paulistano 3 x 1 AA São Bento
03/10/1920 Minas Gerais 8 x 0 Mack-Port
17/10/1920 AA São Bento 2 x 1 Ypiranga
17/10/1920 Corinthians 8 x 1 SC Internacional
17/10/1920 AA das Palmeiras 4 x 2 Minas Gerais
17/10/1920 Palestra Itália 4 x 0 Mack-Port
24/10/1920 AA São Bento 3 x 2 SC Internacional
24/10/1920 Corinthians 8 x 0 Mack-Port
24/10/1920 Ypiranga 3 x 0 AA das Palmeiras
31/10/1920 Palestra Itália 1 x 0 Minas Gerais
31/10/1920 Ypiranga 1 x 3 Corinthians
07/11/1920 Minas Gerais 1 x 3 Paulistano
07/11/1920 SC Internacional 1 x 6 Palestra Itália
07/11/1920 Mack-Port 0 x 3 AA São Bento
14/11/1920 SC Internacional 3 x 0 Ypiranga
14/11/1920 Paulistano 1 x 3 Corinthians
15/11/1920 AA das Palmeiras 2 x 1 Mack-Port
15/11/1920 AA São Bento 0 x 1 Palestra Itália
21/11/1920 Minas Gerais 0 x 4 Corinthians
21/11/1920 Palestra Itália 5 x 0 AA das Palmeiras
21/11/1920 Paulistano 3 x 0 Mack-Port
28/11/1920 Corinthians 4 x 0 AA São Bento
28/11/1920 Minas Gerais 4 x 0 SC Internacional
05/12/1920 Mack-Port 2 x 4 SC Internacional
05/12/1920 Paulistano 5 x 1 Ypiranga
05/12/1920 AA das Palmeiras 1 x 6 Corinthians
12/12/1920 Palestra Itália 0 x 1 Paulistano

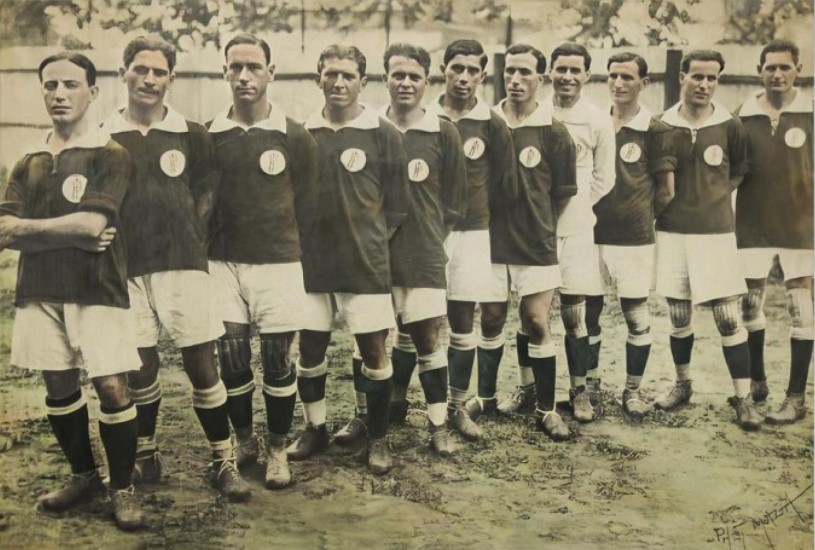
Palestra Itália Campeão Paulista de 1920

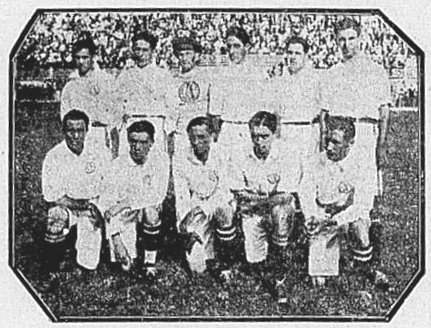
Equipe do Paulistano em 1920

### Jogo-desempate
Na última rodada da competição, o Paulistano venceu o Palestra Itália por 1-0, gol de Friedenreich, resultado que deixou as duas equipes empatadas com 26 pontos na classificação final. O regulamento da época previa que houvesse uma partida-extra em caso de igualdade na pontuação para decidir o campeão.
Ficha técnica
- Palestra Itália 2 x 1 Paulistano
- 19 de dezembro de 1920
- Chácara da Floresta
- Palestra Itália: Primo; Oscar e Bianco; Valle, Picagli e Bertolini; Martinelli, Federici, Heitor, Ministro e Matheus Forte.
- Paulistano: Arnaldo; Carlito e Guarani; Sérgio, Zito e Mariano; Agnello, Mário, Friedenreich, Guariba e Cassiano.
- Gols: Martinelli, aos 5 min, Mário, aos 6min, e Forte, aos 32min do segundo tempo.[4]
- Árbitro: Hermann Friese

## Premiação
| Campeão Paulista de 1920    |
| --------------------------- |
| PALESTRA ITÁLIA (1º título) |

## Classificação final
| Classificação - Final | Classificação - Final  | Classificação - Final | Classificação - Final | Classificação - Final | Classificação - Final | Classificação - Final | Classificação - Final | Classificação - Final | Classificação - Final |
| Time | Time                   | PG                    | J                     | V                     | E                     | D                     | GP                    | GC                    | SG                    |
| --- | ---------------------- | --------------------- | --------------------- | --------------------- | --------------------- | --------------------- | --------------------- | --------------------- | --------------------- |
| 1 | Palestra Itália        | 28                    | 17                    | 13                    | 2                     | 2                     | 56                    | 10                    | 46                    |
| 2 | Paulistano             | 26                    | 17                    | 12                    | 2                     | 3                     | 67                    | 21                    | 46                    |
| 3 | Corinthians            | 25                    | 16                    | 12                    | 1                     | 3                     | 75                    | 21                    | 54                    |
| 4 | São Bento              | 19                    | 16                    | 9                     | 1                     | 6                     | 36                    | 23                    | 13                    |
| 5 | Ypiranga               | 15                    | 16                    | 6                     | 3                     | 7                     | 31                    | 31                    | 0                     |
| 6 | Minas Gerais           | 14                    | 16                    | 6                     | 2                     | 8                     | 47                    | 31                    | 16                    |
| 7 | Internacional          | 11                    | 16                    | 5                     | 1                     | 10                    | 24                    | 57                    | - 33                  |
| 8 | Atlética das Palmeiras | 5                     | 16                    | 2                     | 1                     | 13                    | 17                    | 73                    | - 56                  |
| 9 | Mackenzie/Portuguesa   | 3                     | 16                    | 1                     | 1                     | 14                    | 10                    | 77                    | - 67                  |
| 10 | Santos*                | 6                     | 9                     | 3                     | 0                     | 6                     | 13                    | 33                    | - 20                  |
| PG - pontos ganhos; J - jogos; V - vitórias; E - empates; D - derrotas; GP - gols pró; GC - gols contra; SG - saldo de gols - O Santos abandonou o campeonato. |                        |                       |                       |                       |                       |                       |                       |                       |                       |